# O Livro da Selva
O Livro da Selva (The Jungle Book originalmente) é o título de um livro publicado em 1894, constituído de uma coleção de 7 contos do escritor Rudyard Kipling, inicialmente publicados em revistas de 1893 e 1894. As publicações originais contêm ilustrações, algumas do pai de Rudyard, John Lockwood Kipling. 
O livro foi escrito quando Rudyard morava em Vermont. Dos 7 contos, os 3 primeiros relatam a história de Mogli, um rapaz indiano criado por lobos. O livro é mais conhecido por ter sido adaptado em um filme animado produzido pela Walt Disney Company e lançado em 1967. No Brasil, o livro foi publicado pela primeira vez em 1933 pela Companhia Editora Nacional como parte da Coleção Terramarear e foi traduzido pelo escritor Monteiro Lobato e foi intitulado O Livro da Jângal.